# Typhlodromus sycomorus
Typhlodromus sycomorus är en spindeldjursart som beskrevs av Zaher och A.M.El-Tabey Shehata 1969. Typhlodromus sycomorus ingår i släktet Typhlodromus och familjen Phytoseiidae. Inga underarter finns listade i Catalogue of Life.